# Das total verrückte Krankenhaus
Das total verrückte Krankenhaus (Originaltitel: Carry On Doctor) ist der 15. Film aus der Carry-On-Filmreihe.

## Inhalt
Francis Bigger, ein Scharlatan und angeblicher Wunderheiler, hat bei einem Auftritt einen Unfall. Nun wird er in das Krankenhaus von Dr. Kenneth Tinkle und Dr. James Kilmore eingeliefert. Auf der Männerstation geht es zu wie in einer Kaserne. Die Oberschwester führt ein hartes Regiment. Trotzdem schaffen es die hübschen Schwestern immer wieder, den 75 Patienten die Temperatur in die Höhe steigen zu lassen.
Nach ein paar Missverständnissen und nachdem er als letztes auf dem Dach des Schwesternwohnheimes gefunden wurde, wird Schwesternschwarm und Patientenliebling Dr. Kilmore entlassen. Doch Dr. Tinkle und die Oberschwester haben ihre Rechnung ohne die Patienten gemacht, die nun den Aufstand proben.

## Bemerkungen
In diesem Film begab sich das Carry-On…-Team nach 41 Grad Liebe schon zum zweiten Mal ins Krankenhaus, ein weiterer Film im Weißkittelmillieu sollte folgen: Das total verrückte Irrenhaus.
Das bei den Aufzügen hängende Porträt zeigt James Robertson Justice in seiner Rolle als Sir Lancelot in den Doktor-Filmen, bei denen Regisseur Gerald Thomas’ Bruder Ralph Thomas die Regie führte und die Betty E. Box – Frau von Carry-On…-Produzent Peter Rogers – produzierte.
Passend zur Rolle verbrachte Sid James die meiste Zeit seiner Screentime im Bett, da er sich von einem Herzinfarkt erholen musste.
Gaststar in diesem Film ist Frankie Howerd, einer der Stars aus der Konkurrenzreihe der Up-Filme – die ein weniger gelungenes Plagiat der Carry-On…-Reihe darstellt.

## Kritiken
- „Eine Klamotte auf äußerst bescheidenem Niveau.“ – „Lexikon des internationalen Films“ (CD-ROM-Ausgabe), Systhema, München 1997

- „Krankenhausgeschichten eignen sich bestens, Irre, Ausgeflippte oder Spaßvögel auszustellen.“ (Wertung: 1½ Sterne = mäßig) – Adolf Heinzlmeier und Berndt Schulz in Lexikon „Filme im Fernsehen“ (Erweiterte Neuausgabe). Rasch und Röhring, Hamburg 1990, ISBN 3-89136-392-3, S. 832

## Medien

### DVD-Veröffentlichung
- Das total verrückte Krankenhaus. MMP/AmCo 2006

### Soundtrack
- Eric Rogers: Carry On Doctor. Suite. Auf: What a Carry On! Eric Rogers' & Bruce Montgomery's theme music of the great British Carry On film comedies. vocalion digital, Watford 2005, CDSA6810 – digitale Neueinspielung der Filmmusik in Auszügen durch das Royal Ballet Sinfonia unter der Leitung von Gavin Sutherland
- Eric Rogers: Carry On Doctor/Carry On Again Doctor. Suite. Auf: The Carry On Album. Music From the Films by Bruce Montgomery and Eric Rogers. ASV, London 1999, Tonträger-Nr. CD WHL 2119 – digitale Neueinspielung der Filmmusik in Auszügen durch das The City of Prague Philharmonic Orchestra unter der Leitung von Gavin Sutherland